# تنفس (فیلم ۲۰۱۴)
تنفس (انگلیسی: Respire) فیلمی در ژانر درام به کارگردانی ملانی لوران است که در سال ۲۰۱۴ منتشر شد.

## خلاصه داستان
فیلم دربارهٔ دو دختر است که رابطه دوستی شدید و خطرناکی دارند. یکی از آنها چارلی نام دارد که تنها ۱۷ سال دارد و با شک، سرخوردگی و تنهایی شکنجه شده است. وقتی که سارای زیبا و با اعتماد به نفس از راه می‌رسد این دو جدایی ناپذیر می‌شوند و چارلی باز دوباره احساس سرزندگی می‌کند اما…